# Diamante d'Oeste
Diamante D'Oeste é um município brasileiro do estado do Paraná. Sua população estimada em 2019 foi de 5.253 habitantes. 
A economia do município baseia-se na agropecuária, com destaque para o cultivo de algodão, soja, milho e mandioca. A criação de bovinos, suínos e aves também tem grande importância na economia do município.

## Política

### Prefeitos
- Alberi Hamerski Pinheiro (1989-1992)
- Wenceslau Pires (1993-1996)
- Gilmar Eugênio Secco (1997-2000) (2001-2004)
- Faustino Magalhães (2005-2008)
- Inês Gomes (2009-2012)
- Renato Antonio Pereira (2013-2016)
- Guilherme Pivatto Junior (2017-2020)(2021-2024)
- Amarildo Aparecido da Silva (2025-2028)[6]

## História
Pela Lei n.º 7.186, de 16 de julho de 1979, foi criado o Distrito Administrativo de Diamante D’Oeste. Em 21 de dezembro de 1987, através da Lei Estadual n.º 8.674, de 21 de dezembro de 1987 foi criado o município de Diamante D’Oeste, com território desmembrado do município de Matelândia. A instalação oficial deu-se no dia 1 de janeiro de 1989, sendo que foi empossado como primeiro prefeito eleito o sr. Alberi Hamerski Pinheiro (PMDB), tendo como vice o sr. Wenceslau Pires (PMDB).
Segundo pioneiros da localidade, um grupo de tropeiros passava pela região e chegou a um riacho (hoje, Rio São Francisco, entre Diamante e Santa Helena) para dar água aos seus cavalos e também tomá-la, fazendo o seguinte comentário : “Nossa!!! que água mais límpida, mais parece um diamante”. Esta denominação agradou e permaneceu, sendo que quando foi criado o município acrescentou-se “D’Oeste”,pelo motivo deste estar localizado no Oeste do Paraná e também para diferenciá-lo de outros municípios com o mesmo nome.
Origem Histórica: Uma das medidas efetivas de colonização e povoamento desta faixa de fronteira foi a criação do Território Federal do Iguaçu, em 1943. Neste contexto surgiu o povoamento que deu origem ao atual município de Diamante D’Oeste.

## Geografia

### Localização
O Município de Diamante D’Oeste está situado no Oeste do Estado do Paraná, a uma altitude média de 571 metros acima do nível do mar, em torno do ponto 24°56'34 de latitude e 54°06'12 de longitude. O ponto mais alto do município é 571 m e o mais baixo é 300 m. Pertence à Mesorregião Geográfica do Oeste Paranaense, localizando-se mais especificamente na Microrregião do município de Toledo.
Distante 30 km do município de Santa Helena; 80 km do município de Toledo e aproximadamente 600 km da Capital, Curitiba. Limita-se ao Sul com o município de Ramilândia, ao Leste com o município de Vera Cruz do Oeste, ao Norte com o município de São José das Palmeiras e a Oeste com o município de Santa Helena. O município possui uma área total de 309,109 km².
A Rodovia PR 488, que atravessa o município de leste a oeste, é a principal via de acesso, interligando os municípios de Vera Cruz do Oeste, ao leste, a Santa Helena ao Oeste.